# Tanjung (Rusip Antara)
Tanjung is een bestuurslaag in het regentschap Aceh Tengah van de provincie Atjeh, Indonesië. Tanjung telt 373 inwoners (volkstelling 2010).